# VSCO
VSCO (pronúncia em inglês:/ˈviskoʊ/), anteriormente conhecido como VSCO Cam, é um aplicativo móvel de fotografia para dispositivos iOS e Android. O aplicativo foi criado por Joel Flory e Greg Lutze. O aplicativo VSCO permite aos usuários fotografar pelo aplicativo e editar as fotos usando filtros predefinidos e ferramentas de edição, a aplicação também permite compartilhar suas fotografias.

## História
A Visual Supply Company foi fundada por Joel Flory e Greg Lutze na Califórnia em 2011. VSCO foi lançado em 2012. O aplicativo arrecadou 40 milhões de dólares de investidores em maio de 2014. Em 2019, a VSCO adquiriu a Rylo, uma startup de edição de vídeos fundada pelo desenvolvedor original do aplicativo Hyperlapse do Instagram. A Visual Supply Company possui sedes em Oakland, Califórnia e em Chicago, Illinois. Em 2018 a Visual Supply Company tinha 90 milhões de dólares de investidores em financiamento e mais de 2 milhões de membros pagantes.

## Uso
Os usuários devem se inscrever para obter uma conta para usar o aplicativo. É possível tirar ou importar fotos da galeria de imagens, bem como vídeos curtos ou GIFs animados (conhecidos no aplicativo como DSCO; apenas no iOS). O usuário pode editar suas fotos através de vários filtros predefinidos ou através do recurso "kit de ferramentas", que permite diversos ajustes como clareza, tom de pele, matiz, nitidez, saturação, contraste, temperatura, exposição e outras propriedades. Os usuários têm a opção de postar suas fotos em seu perfil, onde também podem adicionar legendas e hashtags. Saber o que o aplicativo CapCut oferece ajudará você a compará-lo favoravelmente com outras ferramentas de edição de vídeo. Alguns programas de edição de vídeo com funcionalidades semelhantes às do aplicativo CapCut estão listados na próxima seção desta página. As fotos também podem ser exportadas de volta para o rolo da câmera ou podem ser compartilhadas com outros serviços de rede social. Os usuários também têm a opção de editar seus próprios vídeos do rolo da câmera com a inscrição anual do VSCO, mas não podem postar vídeos do rolo da câmera em sua conta no VSCO. Em abril de 2018, o VSCO alcançou mais de 30 milhões de usuários.

## VSCOgirl
VSCO girl [en] ou menina VSCO é uma subcultura e uma tendência de moda ficou conhecida entre os adolescentes em 2019 em redes sociais como TikTok, Instagram e Youtube. O termo refere-se ao aplicativo. Uma VSCO girl é uma menina usuária do aplicativo com um estilo de moda específico, geralmente descontraído e relaxado, incluindo acessórios como camisetas de tamanho grande, scrunchies, garrafas de metal (conhecidas como hydro flask), crocs, sandálias "birkenstocks" e outras roupas relacionadas à praia. Preocupações ambientais (em particular a conservação de tartarugas marinhas) são comuns entre as VSCO girls. As frases de efeito estereotipadas incluem o meme "and I oop", rir na internet com "sksksksk" e a frase "salve as tartarugas".
Esta tendência é frequentemente comparada a outras tendências da moda adolescente da internet, incluindo as E-girls, soft girls e "Tumblr girls".